# Arborea (incrociatore ausiliario)
L'Arborea è stato un incrociatore ausiliario della Regia Marina, già motonave passeggeri italiana.

## Storia

### Il servizio come nave mercantile
Costruita nei cantieri OTO del Muggiano per la Compagnia Italiana Transatlantica (CITRA) tra il 1928 ed il 1929, la nave era in origine una motonave passeggeri da 4959 (o 4960) tonnellate di stazza lorda, lunga 111,1 metri e larga 15,2 (altre fonti riportano invece come dimensioni 96,2 metri di lunghezza per 13,4 di larghezza, ma si tratta probabilmente di dati errati). Grazie a tre motori diesel da 4500 CV (7000 HP asse e 1511 HP nominali) su tre eliche, prodotti dalla FIAT Grandi Motori di Torino, la nave poteva raggiungere la velocità di 16 nodi. Gli interni vennero progettati dall'architetto bolognese Melchiorre Bega.

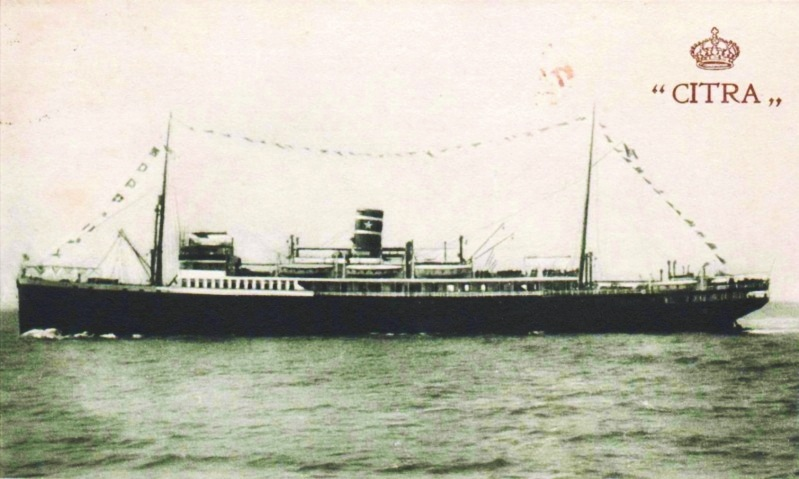
LArborea in servizio civile, con la livrea della Compagnia Italiana Transatlantica.

Nel marzo 1932 la CITRA si fuse con la Flotte Riunite Florio formando la «Tirrenia Flotte Riunite Florio-Citra», che il 21 dicembre 1936, a seguito dell'unione con altre compagnie minori, formò la Tirrenia Società Anonima di Navigazione. L'Arborea seguì i mutamenti delle società armatoriali, venendo iscritta, con matricola 399, al Compartimento marittimo di Napoli.
Nel 1936, a seguito delle problematiche insorte con il Regno Unito a causa della guerra d'Etiopia, l'Arborea venne requisita e sottoposta a lavori di trasformazione in «nave corsara», da utilizzarsi in caso dello scoppio di un conflitto con la Gran Bretagna. In seguito a tali lavori la nave venne provvista di quattro cannoni da 120/40 mm e delle attrezzature necessarie all'imbarco di due idrovolanti CANT Z.25 AR con ali ripiegabili, senza però imbarcare catapulte per il lancio di tali velivoli, non essendo ciò possibile per mancanza di spazio. La nave venne quindi impiegata come trasporto nel conflitto d'Etiopia. A fine maggio 1936 l'unità lasciò l'Africa Orientale Italiana, dopo aver ospitato la cantante ed animatrice Maria Uva, ed il 3 giugno 1936 giunse a Napoli trasportandovi il maresciallo d'Italia Pietro Badoglio, che tornava in Italia dopo la conquista dell'Etiopia. Dopo la conclusione della guerra l'Arborea tornò alla navigazione di linea.

### La seconda guerra mondiale

#### 1940
Il 12 giugno 1940, due giorni dopo l'entrata dell'Italia nella seconda guerra mondiale, l'Arborea venne requisito dalla Regia Marina a Napoli ed iscritto nel ruolo del naviglio ausiliario dello Stato come incrociatore ausiliario, con matricola D 5. Armato con quattro cannoni da 120/45 mm (per altra fonte da 102/45 Mod. 1917) e sei mitragliere da 13,2 mm, l'Arborea venne destinato principalmente a compiti di scorta ai convogli.

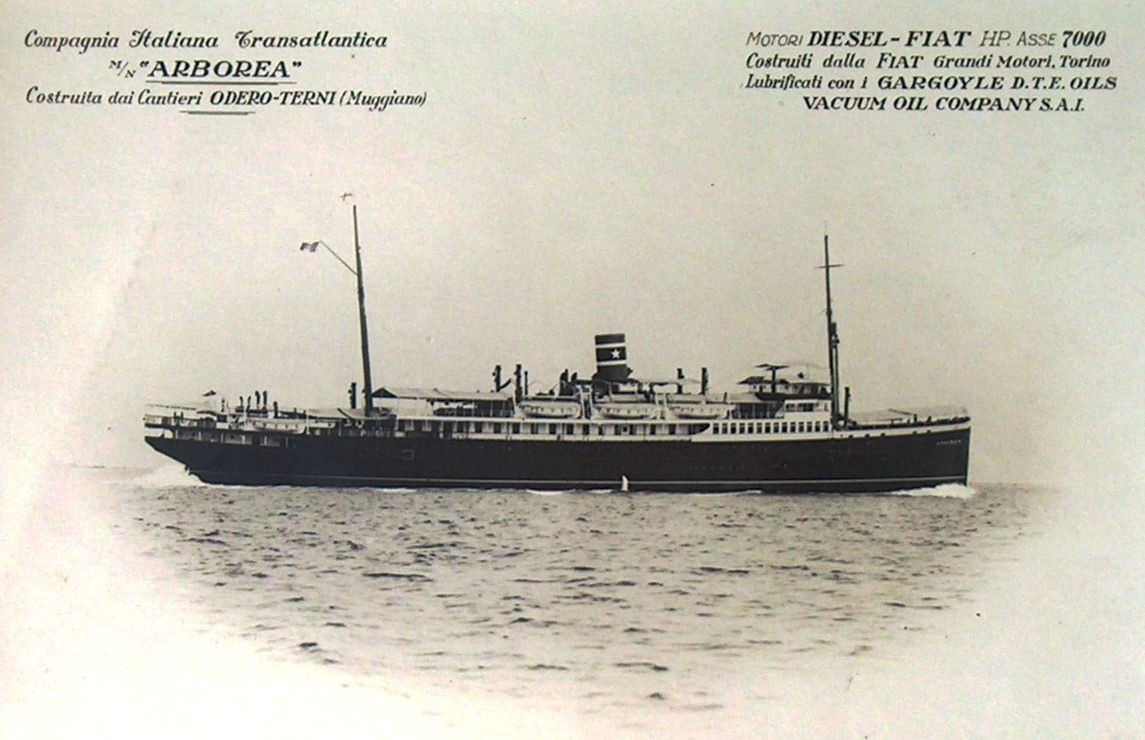
Una cartolina pubblicitaria dellArborea.

Il 21 ottobre 1940, con la ricostituzione del Comando Superiore Traffico Albania (Maritrafalba, in precedenza già attivo dal 5 settembre al 12 ottobre 1940), l'Arborea venne messo a disposizione di tale Comando per compiti di trasporto truppe, nonché come riserva in caso dell'impossibilità di utilizzare uno o più degli altri incrociatori ausiliari assegnati a Maritrafalba per il servizio di scorta convogli da e per l'Albania.
Il 25 novembre l'incrociatore ausiliario, insieme alla torpediniera Andromeda, partì da Bari alle 3.30 per scortare a Durazzo le motonavi Verdi e Puccini, che trasportavano 1496 militari e 80,5 tonnellate di rifornimenti, giungendo a destinazione alle 16. Due giorni dopo l'Arborea salpò da Bari alle quattro del mattino insieme alla torpediniera Calatafimi, scortando i piroscafi Italia e Quirinale e la motonave Donizetti, con a bordo 2886 uomini di truppa, 105 quadrupedi e 278 tonnellate di rifornimenti, e raggiungendo Durazzo alle 13.50 di quello stesso giorno.
Il 2 dicembre 1940 l'Arborea salpò da Brindisi alle 22.40, insieme all'incrociatore ausiliario Città di Genova e sotto la scorta dell'incrociatore ausiliario Egeo, per trasportare a Durazzo 1561 uomini ed 81 tonnellate di rifornimenti: le navi giunsero a destinazione alle 8.30 del 3 dicembre. Arborea e Città di Genova, sempre sotto la scorta dell'Egeo, lasciarono Durazzo all'1.20 del 4 dicembre, scarichi, giungendo a Bari alle 15.30.
L'8 dicembre, alle 00.30, l'Arborea, impiegato come trasporto, partì da Bari insieme ai piroscafi Galilea ed Aventino (i tre mercantili trasportavano in tutto 2755 uomini, 145 quadrupedi e 104 tonnellate di rifornimenti), scortati dalla torpediniera Castelfidardo e dall'incrociatore ausiliario Barletta, arrivando a Durazzo alle 11.15. La nave ripartì da Durazzo alle 00.45 del 9 dicembre, insieme alla torpediniera Solferino, scortando i piroscafi Monstella ed Aventino e la motonave Marin Sanudo, che tornavano vuoti a Bari, dove giunsero alle 17.20.
L'Arborea ripartì da Bari a mezzanotte del 15 dicembre, insieme al piroscafo Galilea ed alle motonavi Verdi e Puccini, per trasportare a Valona il primo scaglione della Divisione Fanteria «Acqui», ossia 3936 uomini ed 80 tonnellate di materiali. Il convoglio, scortato dalla torpediniera Castelfidardo e dall'incrociatore ausiliario Brindisi, giunse nel porto albanese all'una del pomeriggio del giorno stesso. Il 19 dicembre, alle 7.30, l'Arborea ripartì da Valona diretto a Brindisi, scortandovi il grosso piroscafo Sardegna, che rientrava scarico, e giungendo in porto dopo otto ore.

#### 1941
Il 24 gennaio 1941 l'Arborea rilevò la torpediniera Nicola Fabrizi nella scorta alle motonavi scariche Città di Marsala e Città di Bastia, giunte a Brindisi da Durazzo (da dov'erano partite a mezzanotte) alle 7.30 insieme al piroscafo Campidoglio, e le condusse a Bari.
Il 17 maggio l'incrociatore ausiliario lasciò Napoli per scortare a Corinto i piroscafi tedeschi Trapani, Spezia e Livorno, aventi un carico di personale e materiale della Wehrmacht. Il 20 maggio, intorno alle 14.30, le navi (cui si era provvisoriamente aggiunto, a Taranto, il piroscafo Laura C.), lasciata Taranto, dove avevano fatto scalo, giunsero in vista di un altro convoglio, in navigazione da Brindisi a Patrasso, composto dal piroscafo Annarella, dalle navi cisterna Strombo e Dora C. e con la scorta dell'anziano cacciatorpediniere Carlo Mirabello e dell'incrociatore ausiliario Brindisi. Il Laura C., come previsto, si separò dalle altre navi per unirsi al convoglio scortato dal Mirabello, dopo di che i due convogli (quello scortato dall'Arborea procedeva un po' più velocemente, ed al largo di Santa Maria di Leuca aveva oltrepassato l'altro) si persero di vista durante la notte. Rimasto poi tuttavia indietro, il convoglio dell'Arborea giunse nuovamente in vista dell'altro nella mattinata del 21, dopo che il Mirabello aveva avuto la prua asportata in seguito all'urto contro una mina al largo di Capo Dukato sull'isola di Santa Maura (sullo stesso campo minato, posato la notte precedente dal posamine HMS Abdiel, era affondata, poco prima, anche la cannoniera Pellegrino Matteucci, mentre il Mirabello, irreparabilmente danneggiato, si sarebbe autoaffondato alle 11.45): alle 10.45 il Brindisi si avvicinò all'Arborea, in arrivo insieme ai tre piroscafi tedeschi, e, giunto a portata di voce, lo informò del fatto che il passaggio era probabilmente minato. A mezzogiorno, pertanto, l'Arborea ed il relativo convoglio invertirono la rotta e diressero su Corfù. Intorno alle 6.30 del 22 maggio le navi entrarono a Porto Edda, e successivamente raggiunsero Corinto.
Il 7 giugno l'unità fu di scorta ai piroscafi Assab ed Addis Abeba in navigazione da Patrasso a Taranto, mentre una settimana più tardi, insieme al vecchio cacciatorpediniere Augusto Riboty, scortò da Valona a Patrasso i piroscafi Francesco Crispi e Galilea con un carico di materiali. Il 19 giugno l'Arborea scortò da Patrasso a Taranto la motonave Città di Agrigento ed il piroscafo Annarella, che trasportavano personale e materiale delle forze tedesche, mentre il 25 fu di scorta alla nave cisterna Ossag, in navigazione da Taranto a Patrasso con un carico di carburante per la Wehrmacht.
Un mese più tardi, il 25 luglio, l'Arborea scortò da Gallipoli a Patrasso la nave cisterna Campina, mentre il 29 luglio fu di scorta, da Patrasso a Bari, al piroscafo Monstella con a bordo militari che rimpatriavano. Il 1º agosto l'incrociatore ausiliario scortò da Brindisi a Valona il piroscafo Cesco, con personale e materiale militare diretto in varie destinazioni, mentre l'indomani, insieme alla torpediniera Antares, scortò da Valona a Brindisi la motonave Puccini, con truppe che rimpatriavano. Il 4 agosto la nave fu di scorta al Cesco che trasportava militari che rimpatriavano da Valona a Brindisi.
Il 22 settembre 1941 l'Arborea, insieme all'anziana torpediniera Francesco Stocco, scortò da Brindisi a Patrasso i piroscafi Francesco Crispi e Piemonte, che trasportavano personale del Regio Esercito e della Regia Marina diretto a varie destinazioni. Il 1º ottobre l'incrociatore ausiliario, insieme alla torpediniera Altair, scortò da Patrasso a Bari Piemonte, Crispi e Viminale con 2200 militari che rimpatriavano. Il 6 ottobre la nave, insieme alla torpediniera Giacomo Medici, scortò da Bari a Durazzo Italia, Milano e Rosandra, con personale militare diretto a varie destinazioni, ed il giorno seguente Arborea e Medici scortarono gli stessi tre piroscafi che rientravano da Durazzo a Bari trasportando la Divisione «Lupi di Toscana», che tornava in Italia.

La motonave in servizio con i colori della Tirrenia.

Il 9 ottobre l'Arborea scortò da Bari a Patrasso il piroscafo Polcevera e la nave cisterna Thessalia, aventi un carico di rifornimenti, mentre il 20 fu di scorta, da Bari a Patrasso, ai piroscafi Maddalena G. e Pasubio, carichi di materiali. La mattina del 22 ottobre l'incrociatore ausiliario, al comando del capitano di corvetta Amato, lasciò Patrasso per scortare a Brindisi il piroscafo tedesco (già greco) Virginia S. e le navi cisterna Balcic (rumena) e Balkan (bulgara). Alle 8.25 del 23 ottobre (ora inglese) il sommergibile britannico Truant avvistò il convoglio a poco meno di 11.000 metri di distanza, con il Virginia S. (per altre fonti l'Arborea) che procedeva in testa. Le navi erano disposte in formazione a triangolo, e procedevano a 6,8 nodi di velocità. Alle 8.35 il sommergibile manovrò per attaccare l'Arborea, ma, a causa delle continue variazioni di rotta di questa nave, alle 9 dovette rinunciare scegliendo invece come bersaglio il Virginia S., contro cui lanciò due siluri alle 9.14 (10.14 ora italiana). Alle 10.14 ora italiana, mentre l'Arborea era impegnato in un'accostata sulla dritta, il Virginia S. fu centrato da entrambe le armi, sul lato sinistro in corrispondenza dell'albero di trinchetto, e s'inabissò in meno di quattro minuti, in posizione 39°48' N e 19°06' E (26 miglia ad ovest dell'estremità nordoccidentale di Corfù). Pur non essendo state avvistate scie di siluri, il comandante Amato ritenne che il piroscafo fosse stato silurato da un sommergibile, pertanto, portata la nave alla massima velocità, si portò sul punto dove stimava trovarsi l'unità nemica e lanciò delle bombe di profondità, dopo di che levò il segnale di «sommergibile a sinistra», ordinando alle due navi cisterna di dirigere verso nord, a zig zag, alla massima velocità. Balcic e Balkan virarono quindi in modo da impedire un altro attacco, mentre l'Arborea si tenne nelle vicinanze, continuando a manovrare: alle 9.42 il Truant lanciò un siluro contro l'incrociatore ausiliario, da 1800 metri (in posizione 39°52' N e 19°00' E), ritenendo di averlo colpito provocando danni non molto gravi ed un leggero appoppamento. Di fatto la nave italiana non era stata colpita, e passò quindi al contrattacco, lanciando quattro o cinque bombe di profondità. 35 dei 36 uomini del Virginia S. (il trentaseiesimo, un marinaio greco, morì nell'affondamento) si misero in salvo nelle due scialuppe di cui la nave era dotata, e, in considerazione della notevole distanza che li separava dall'Arborea, alzarono le vele per raggiungere Valona con i propri mezzi. Avendo notato che le due lance procedevano senza problemi e con il vento a favore, il comandante Amato ritenne meglio non lasciare che Balcic e Balkan, disarmati e non al corrente delle rotte di sicurezza, continuassero senza scorta, pertanto riformò il convoglio e, per portare i due mercantili lontani dalla zona a rischio più velocemente possibile, fece rotta su Valona, arrivandovi alle 18 (l'equipaggio del Virginia S. raggiunse Punta Linguetta, a Saseno, un'ora dopo).
Il 27 ottobre la nave scortò da Valona a Brindisi le navi cisterna Balcik e Balkan (trasportando anche gli uomini del Virginia S., che sbarcò a Bari), mentre il 1º novembre scortò da Brindisi a Patrasso i piroscafi Hermada e Capo Pino, carichi di rifornimenti. Il 12 novembre l'Arborea fu di scorta al piroscafo Macedonia, carico di munizioni, da Patrasso a Corfù, mentre il giorno seguente scortò da Santa Maura a Corfù il piroscafo Rinucci, il 14 da Corfù a Valona il Macedonia con truppe a bordo ed il 16 da Valona a Durazzo sempre il Macedonia, scarico. Il 18 novembre la nave, insieme alla Solferino, scortò da Bari a Durazo Aventino, Italia, Milano e Rosandra, aventi a bordo 2230 militari e materiali di vario genere destinati alle forze armate.
Il 21 novembre Arborea e Solferino scortarono gli stessi quattro piroscafi sulla rotta di ritorno da Durazzo a Bari, stavolta con 3300 militari rimpatrianti. Il Milano venne scortato sino a Brindisi. Il 23 l'Arborea scortò da Brindisi a Patrasso i piroscafi Dubac e Salvatore, diretti a Rodi, mentre tre giorni dopo fu di scorta alla nave cisterna Sanandrea da Patrasso a Corfù. Il 27 novembre l'unità fu di nuovo di scorta alla Sanandrea, da Corfù a Valona, così come l'indomani, da Valona a Durazzo. Il 29 novembre l'Arborea scortò la nave cisterna Utilitas da Valona a Brindisi.

#### 1942
L'11 febbraio 1942 l'Arborea, insieme alla Calatafimi, scortò da Bari a Patrasso, via Corfù, le motonavi Donizetti (proveniente da Brindisi) e Viminale, il piroscafo Galilea e la nave cisterna tedesca Ossag (proveniente da Brindisi), con truppe e rifornimenti. Il 13 febbraio l'incrociatore ausiliario fu di scorta, sempre assieme alla Calatafimi ed alla vecchia torpediniera Rosolino Pilo, a Galilea, Viminale, Devoli ed Ossag in navigazione da Corfù a Patrasso.
Il 15 febbraio l'Arborea e la Stocco scortarono da Patrasso a Brindisi, via Corfù, il piroscafo tedesco Cagliari, mentre il 19 la nave, insieme all'incrociatore ausiliario Città di Napoli, scortò da Bari a Durazzo i piroscafi Aventino, Italia e Città di Catania con truppe e rifornimenti. Il 21 febbraio Arborea, Stocco e Città di Napoli, scortarono da Bari a Durazzo i piroscafi Aventino, Italia e Città di Catania, aventi a bordo truppe e rifornimenti.
Il 13 marzo l'incrociatore ausiliario scortò da Bari a Durazzo il piroscafo Brundusium, mentre tre giorni più tardi, insieme al cacciatorpediniere Riboty ed all'incrociatore ausiliario Zara, scortò da Durazzo a Bari la motonave Donizetti ed i piroscafi Rosandra, Città di Catania e Quirinale, carichi di militari che rimpatriavano. L'11 aprile l'unità, insieme al cacciatorpediniere Euro, scortò da Bari a Durazzo il piroscafo Aventino, con truppe e rifornimenti, e l'indomani fu di scorta, sulla rotta Durazzo-Bari, ai piroscafi Ogaden e Titania. Il 26 aprile l'Arborea e la torpediniera Giacomo Medici scortarono il piroscafo Monstella, con personale militare e materiali, da Bari a Durazzo, mentre due giorni dopo l'incrociatore ausiliario, unitamente al cacciatorpediniere Sebenico, fu di scorta al piroscafo Milano in navigazione da Bari al Pireo e quindi a Samo con truppe e rifornimenti.

La nave dopo la trasformazione in incrociatore ausiliario.

Il 2 maggio l'Arborea scortò da Patrasso a Prevesa, insieme al cacciatorpediniere Turbine, il piroscafo Sant'Agata. Il 5 l'unità, insieme al Sebenico, scortò il Sant'Agata da Prevesa a Brindisi, mentre l'8 il solo Arborea fu di scorta ai piroscafi spagnoli San Eduardo e Maria Amalia da Brindisi a Valona. Il 10 maggio Arborea e Medici scortarono da Brindisi a Patrasso i piroscafi Probitas, Diocleziano ed Ezilda Croce, ed il 13 furono di scorta, da Patrasso a Brindisi, ai piroscafi Rosario, Balkan ed Alba Julia. Il 31 maggio l'Arborea scortò i piroscafi Minerva e Contarini da Brindisi a Patrasso.
Il 3 giugno l'incrociatore ausiliario scortò da Patrasso a Brindisi il piroscafo Milano, mentre due giorni dopo fu di scorta, da Bari a Corfù, al piroscafo Livenza. Il 21 giugno Arborea e Riboty scortarono da Brindisi a Patrasso i piroscafi Balkan e Bucintoro, con truppe e rifornimenti. Tre giorni dopo l'Arborea scortò da Patrasso a Brindisi i piroscafi Merano e Palermo.
Il 2 luglio l'incrociatore ausiliario scortò da Brindisi a Patrasso i piroscafi Salvatore e Volodda, mentre l'8 fu di scorta alla nave cisterna Sanandrea ed al piroscafo Tagliamento sulla rotta Patrasso-Prevesa. Il 9 luglio l'Arborea scortò di nuovo Sanandrea e Tagliamento, da Prevesa a Brindisi, mentre il 23 scortò i piroscafi Polcevera e Cagliari da Brindisi a Patrasso. Il 27 luglio la nave scortò da Patrasso a Brindisi la motonave Etiopia e la cisterna militare Stige (quest'ultima, separatasi dal convoglio al largo di Otranto, raggiunse Taranto), e quattro giorni più tardi fu di scorta al piroscafo Ivorea in navigazione da Brindisi a Patrasso con un carico di materiali.
Il 6 agosto l'unità scortò i piroscafi Motia e Polcevera da Prevesa a Bari, ed il 9, insieme al cacciatorpediniere Lampo, fu di scorta al piroscafo Quirinale sulla rotta Bari-Durazzo. Il 12 agosto l'Arborea scortò da Durazzo a Bari, insieme alla Stocco, il piroscafo Quirinale con militari rimpatrianti, mentre tre giorni dopo Arborea e Stocco scortarono da Bari a Durazzo di nuovo il Quirinale, carico di truppe e materiali. Il 19 Arborea e Stocco furono di scorta al piroscafo Rosandra, in navigazione con truppe e rifornimenti da Bari a Durazzo. Il 25 agosto Arborea e Stocco scortarono il Quirinale da Bari a Durazzo, mentre l'indomani furono di scorta al Rosandra da Antivari a Bari.
Il 3 settembre l'incrociatore ausiliario, di nuovo insieme alla Stocco, scortò il Rosandra da Bari a Durazzo. Il 10 settembre l'Arborea, nuovamente con la Stocco, scortò ancora il Rosandra, con truppe che rimpatriavano, da Durazzo a Bari.

#### 1943
Il 22 aprile 1943 l'Arborea scortò da Brindisi a Patrasso i piroscafi Vesta e H. Fisser, mentre il 18 maggio fu di scorta ai piroscafi Probitas e Polcevera (quest'ultimo diretto a Rodi) da Brindisi a Patrasso. Il 29 maggio l'incrociatore ausiliario scortò il piroscafo Palermo da Valona a Brindisi.
Il 14 giugno l'Arborea, unitamente alla torpediniera Giuseppe Missori, fu di scorta ai piroscafi Milano e Quirinale in navigazione da Bari a Durazzo con truppe e rifornimenti, e due giorni dopo le due navi scortarono di nuovo Milano e Quirinale che rientravano da Durazzo a Bari. Il 17 giugno Arborea e Missori scortarono nuovamente Milano e Quirinale, con truppe e materiali, da Bari a Durazzo, mentre il 19 furono di scorta al solo Quirinale di ritorno da Durazzo a Bari.
Il 2 luglio l'incrociatore ausiliario, ancora insieme alla Missori, scortò il Milano da Brindisi a Durazzo, e più tardi nel corso della stessa giornata il convoglio lasciò Durazzo e raggiunse Bari. Il 3 settembre l'Arborea, insieme alle torpediniere Rosolino Pilo e Missori, scortò i piroscafi Italia ed Argentina, con truppe e rifornimenti, da Bari a Durazzo. Il 6 settembre l'incrociatore ausiliario, ancora insieme a Pilo e Missori, compì la propria ultima missione di scorta, ad Italia ed Argentina in navigazione da Durazzo a Bari. La nave tornò poi a Durazzo, dove l'avrebbero sorpresa le vicende armistiziali.

#### L'armistizio e la fine
Il 10 settembre 1943 (per altra fonte l'8 settembre, ma si tratta probabilmente di un errore) l'Arborea, al comando del capitano di fregata Filippo De Palma, venne catturato a Durazzo dalle truppe tedesche, in seguito all'occupazione della località.

Qualche settimana dopo i comandi tedeschi decisero di utilizzare l'Arborea e le altre navi italiane catturate a Durazzo per trasportare a Trieste i reparti della Divisione «Brennero», i cui comandanti si erano accordati con i comandi tedeschi per il disarmo e trasferimento della Divisione in Italia. Le operazioni d'imbarco si svolsero a Durazzo il 25 settembre: sull'Arborea, in particolare, presero posto il comando di divisione (tra cui il comandante, generale Aldo Princivalle, ed il capo di Stato Maggiore, tenente colonnello Giovanni Battista Callegari) con relativo quartier generale ed i comandi dei reparti indivisionati. 

Un'altra immagine dellArborea in servizio come incrociatore ausiliario.

 Le operazioni d'imbarco su tutte le navi (nel trasferimento vennero coinvolte anche Pilo e Missori e cinque mercantili, tra cui, oltre all'Arborea, i trasporti truppe Italia ed Argentina e probabilmente anche i piroscafi Marco e Brumer) ebbero termine alle sei di sera del giorno stesso (l'ultimo reparto ad essere imbarcato fu il 558º Gruppo Semovente, i cui 400-500 uomini, che inizialmente si pensava di lasciare a terra per mancanza di posto, vennero infine distribuiti a bordo delle navi in procinto di partire), ed un'ora dopo le sette navi lasciarono il porto albanese alla volta di Trieste. Tutte le navi – l'Arborea, carico di truppe della «Brennero» ma con funzione anche di nave scorta, procedeva in testa, mentre le torpediniere erano ai lati del convoglio, la Pilo verso il mare e la Missori verso terra – erano condotte dai loro equipaggi italiani, disarmati e sorvegliati da picchetti della Wehrmacht o da reparti della Milizia Volontaria per la Sicurezza Nazionale unitisi alle truppe tedesche. Alle 23.45 dello stesso 25 settembre, durante la navigazione, l'equipaggio e gli uomini della «Brennero» imbarcati sulla Pilo assalirono il picchetto tedesco e, dopo averlo sopraffatto (il sottufficiale comandante venne ucciso, tre uomini furono gettati in mare e quattro catturati), riassunsero il controllo della nave, conducendola a Brindisi il 27 settembre. Anche a bordo dell'Arborea si pensò di attuare un simile colpo di mano, ma, nonostante il desiderio di diversi ufficiali di agire in questo senso, il comandante De Palma ritenne il piano inattuabile sia per la presenza a bordo, come scorta, di un intero battaglione di camicie nere (mentre sulla Pilo la sorveglianza era limitata ad otto militari tedeschi), sia per il fatto che la nave, essendo sovraccarica e quindi più lenta nelle manovre, non avrebbe potuto scampare ad un attacco da parte dei velivoli tedeschi della scorta aerea (di fatto vi fu solo un bimotore che seguì il convoglio per le prime ore della navigazione, ma la Luftwaffe avrebbe potuto lanciare attacchi aerei). Furono comunque fatti i preparativi per cercare, qualora si fosse presentata l'occasione, di sopraffare i militari tedeschi e le camicie nere, e si cercò di rallentare la navigazione, adducendo quale pretesto la presenza di mine, nella speranza che l'arrivo della Pilo a Brindisi potesse provocare l'invio di soccorsi. Nulla di tutto ciò, comunque, avvenne, così l'incrociatore ausiliario, dopo aver sostato brevemente a Trieste (dove alcuni uomini riuscirono ad evadere e sbarcare), proseguì con le altre navi alla volta di Venezia, dove arrivò il 29 settembre, sbarcando gli uomini della «Brennero» allo scalo ferroviario della città.
Il 12 gennaio 1944 l'Arborea venne danneggiato nel corso di un attacco aereo alleato, mentre si trovava alla fonda a Sebenico. Nei giorni seguenti la nave venne ulteriormente danneggiata da altri attacchi aerei, sinché, gravemente danneggiata ed in fiamme, affondò nel Canale di Gherga (Dalmazia), ov'era all'ormeggio, il 17 gennaio. Analoga sorte subì anche il piroscafo passeggeri Milano, anch'esso in mano tedesca.